# Florin Cârciumaru
Florin Cârciumaru (n. 28 aprilie 1956, Negomir, Gorj, România) este un politician român, fost primar al municipiului Târgu Jiu și ales senator în 2016. 
Florin Cârciumaru este membru în grupurile parlamentare de prietenie cu Republica Portugheză, Republica Arabă Egipt și Regatul Spaniei. 